# Charlie Williams (Poolbillardspieler)
Charles „Charlie“ Williams (* 5. Januar 1977 in Seoul, Südkorea) ist ein US-amerikanischer Poolbillardspieler, ‑funktionär und ‑manager sowie Sportpromoter.

## Karriere
Im September 1997 wurde Charlie Williams Siebzehnter bei den US Open. Nachdem er 1998 das Sechzehntelfinale der 9-Ball-Weltmeisterschaft erreicht hatte, gewann er 2000 die Planet 9-Ball Intergalactic Open und kam bei den US Open auf den 13. Platz. Im Juli 2001 erreichte er bei der 9-Ball-WM das Achtelfinale und unterlag dort dem Philippiner Leonardo Andam nur knapp mit 9:11. Einen Monat später gewann Williams das Turning Stone Casino Classic. 2002 gewann er die BCA Open und schied bei der 9-Ball-WM in der Runde der letzten 64 aus. Nachdem Williams 2003 unter anderem die Big Apple 9-Ball Challenge und das Capital City Classic gewonnen hatte, wurde er 2004 beim 9-Ball-Wettbewerb des Derby City Classic Sechster und kam bei der 9-Ball-WM auf den 33. Platz. Bei den World Games 2005 erreichte Williams das Viertelfinale und unterlag dort dem Griechen Evangelos Vettas. 2006 schied er bei der 9-Ball-WM in der Runde der letzten 64 aus und erreichte den vierten Platz bei den BCA Open sowie das Achtelfinale der 14/1-endlos-WM. Bei der 10-Ball-WM 2008 gelangte Williams nach Siegen gegen Ernesto Domínguez, Chang Jung-lin und Fu Che-wei ins Viertelfinale, in dem er dem späteren Weltmeister Darren Appleton mit 6:11 unterlag. 2009 wurde Williams Fünfter bei der Predator International Championship, sowie Neunter bei den China Open und Dreizehnter bei den US Open. Im Januar 2010 gewann Williams den 14/1-endlos-Wettbewerb des Derby City Classic. Beim World Pool Masters 2010 erreichte Williams das Viertelfinale und verlor dieses gegen den Japaner Tōru Kuribayashi mit 6:8. Zudem erreichte er 2010 die Runde der letzten 64 bei der 9-Ball-WM sowie das Viertelfinale der 14/1-endlos-WM und den 13. Platz bei den US Open. Bei der 14/1-endlos-WM 2011 schaffte er mit dem Erreichen des Halbfinales sein bislang bestes Ergebnis bei einer Weltmeisterschaft. 2013 schied er im Achtelfinale gegen den Schotten Jayson Shaw aus.
Williams war fünfmal (2001, 2002, 2003, 2004 und 2005) Teil des amerikanischen Teams beim Mosconi Cup und gewann diesen viermal. 2011 war er nichtspielender Mannschaftskapitän der amerikanischen Mannschaft.

## Sonstiges
2001 gründete Williams die Sportvermarktungsfirma Dragon Promotions, die zunächst auf Poolbillard spezialisiert war und inzwischen neben der 14/1-endlos-Weltmeisterschaft und weiteren Billard-Turnieren auch Fußball-, Golf- und Tennis-Wettbewerbe veranstaltet beziehungsweise vermarktet.
2002 wurde Williams zum Vorsitzenden der neu gegründeten US Professional Poolplayers Association gewählt.
Williams ist Manager diverser Profi-Poolbillardspieler, darunter Allison Fisher und Rodney Morris.